# Lidová občanská kandidátka
Lidová občanská kandidátka (italsky Civica Popolare, zkratka CP), byla italská centristická volební koalice, vytvořená jako součást Středolevicové koalice pro parlamentní volby 2018. Lídryní CP byla tehdejší ministryně zdravotnictví Beatrice Lorenzin, členka Lidové alternativy.

## Historie
CP byla vytvořena jako centristický spojenec Demokratické strany. Prezentovala se jako proevropská a reformní síla. Její logo obsahovalo symbol kopretiny, čímž odkazovalo k historické středové straně La Margherita.
Ve volbách kandidátka získala pouze 0,5 procenta hlasů, čímž zůstala hluboko pod tříprocentní hranicí pro zisk mandátů z proporční části voleb. Díky podpoře ostatních stran Středolevicové koalice nicméně vyhrála ve dvou jednomandátových obvodech v Poslanecké sněmovně (poslanci Beatrice Lorenzin a Gabriele Toccafondi) a jednom v Senátu (senátor Pier Ferdinando Casini).

## Členské strany
| Strana | Strana               | Ideologie             | Volby 2018 | Volby 2018 |
| Strana | Strana               | Ideologie             | Poslanci   | Senátoři   |
| ------ | -------------------- | --------------------- | ---------- | ---------- |
|        | Lidová alternativa   | Křesťanská demokracie | 2          | –          |
|        | Centristé pro Evropu | Křesťanská demokracie | –          | 1          |
|        | Itálie hodnot        | Populismus            | –          | –          |
|        | Unie pro Tridentsko  | Regionalismus         | –          | –          |
|        | Itálie je lidová     | Křesťanská demokracie | –          | –          |

## Volební výsledky

### Poslanecká sněmovna
| Volby | Hlasy   | Hlasy | Mandáty | Mandáty | Pozice | Postavení |
| Volby | Abs.    | %     | Abs.    | ±       | Pozice | Postavení |
| ----- | ------- | ----- | ------- | ------- | ------ | --------- |
| 2018  | 178 107 | 0.5   | 2/630   | ▲2      | ▲13.   | Opozice   |

### Senát
| Volby | Hlasy   | Hlasy | Mandáty | Mandáty | Pozice |
| Volby | Abs.    | %     | Abs.    | ±       | Pozice |
| ----- | ------- | ----- | ------- | ------- | ------ |
| 2018  | 157 282 | 0.5   | 1/315   | ▲1      | ▲13.   |

### Regionální parlamenty
| Region    | Rok  | Hlasy  | %   | Mandáty | ± |
| --------- | ---- | ------ | --- | ------- | - |
| Lombardie | 2018 | 20 668 | 0.4 | 0/80    | – |